# NS 80
De NS-locserie 80 bestond uit twee series accumulatoren locomotieven die tussen 1908 en 1936 (81 en 82) en tussen 1926 en 1950 (83 en 84) werden ingezet door de Nederlandse Spoorwegen voor rangeerwerkzaamheden op het terrein van de werkplaats te Leidschendam.

## Serie 81-82
Voor het rangeren met de elektrische ZHESM-materieel op het terrein van de remise te Leidschendam, stelde de Hollandsche IJzeren Spoorweg-Maatschappij in 1908 twee accumulatorenlocomotieven 201 en 202 in dienst. Bij de Nederlandse Spoorwegen kregen de locomotieven in 1921 de nummers 81 en 82.
In 1916 en 1917 zijn beide locomotieven voorzien van een montagestelling om als montagewagen voor herstellingen aan de bovenleiding dienst te kunnen doen. Om voor het bovenleidingsmontagewerk hogere benodigde snelheid te kunnen bereiken werd in 1928 de tandwieloverbrenging gewijzigd, waardoor de maximumsnelheid van 14 km/h tot 40 km/h werd verhoogd. Sindsdien werden beide locomotieven uitsluitend voor inspectie van de bovenleiding gebruikt tot hun buitendienststelling in 1936.

## Serie 83-84
Ter vervanging van de voor het zwaarder wordende rangeerwerk te Leidschendam te zwak bevonden 81 en 82 werden in 1926 de sterkere accumulatoren locomotieven 83 en 84 in dienst gesteld. Toen na 5 jaar de accu's vervangen dienden te worden en de aanschaf te duur werd bevonden, werd besloten deze beide locomotieven om te bouwen tot dieselelektrische locomotieven. In de werkplaats te Haarlem werden in 1931 de accu's vervangen door een motorgenerator. De oorspronkelijke elektrische tractiemotoren bleven behouden. Na de ombouw keerde een locomotief terug naar Leidschendam, de andere werd gebruikt voor rangeerwerk bij de revisieloods te Amsterdam Zaanstraat.
Tijdens de Tweede Wereldoorlog werd de 84 richting het oosten afgevoerd en werd daarna als vermist opgegeven. De 83 werd in 1950 buiten dienst gesteld en in 1952 voor 40.000 gulden verkocht aan de Nederlandse Steenkolenmijnen Willem-Sophia te Spekholzerheide. Daar heeft de locomotief tot de sluiting in 1970 dienstgedaan als WS 1. Vervolgens werd de locomotief via de Belgische handelsonderneming Sobemai doorverkocht aan de petrochemische industrie Polysar in Antwerpen, waar de locomotief tot circa 1977 heeft dienstgedaan. Na een ernstig defect keerde de locomotief terug naar Sobemai waar de locomotief tot 1987 heeft gestaan om vervolgens wegens de zeer slechte staat gesloopt te worden.